# Ismael Perdomo Borrero
Ismael Perdomo Borrero (ur. 22 lutego 1872 w Gigante, zm. 3 czerwca 1950 w Bogocie) – kolumbijski duchowny rzymskokatolicki, biskup Ibagué, arcybiskup bogotański i prymas Kolumbii, Czcigodny Sługa Boży Kościoła katolickiego.

## Biografia
Maturę zdał w Neiva w 1889. Następnie wstąpił do seminarium duchownego w Bogocie. W latach 1895–1897 studiował w Papieskim Kolegium Latynoamerykańskim w Rzymie, gdzie uzyskał stopień doktora teologii. Tamże 19 grudnia 1896 otrzymał święcenia prezbiteriatu z rąk sekretarza Świętej Kongregacji Rzymskiej i Powszechnej Inkwizycji kard. Lucido Marii Parocchiego i został kapłanem diecezji Tolima.
W 1899 powrócił do Kolumbii, gdzie został wicerektorem Seminarium Duchownego w Garzón, a następnie kanclerzem diecezji Tolima (Garzón).
8 czerwca 1903 papież Leon XIII mianował go biskupem Ibagué – pierwszym w historii ordynariuszem tej diecezji, powstałej po podziale diecezji Tolima. 19 czerwca 1903 w Rzymie przyjął sakrę biskupią z rąk prefekta Świętej Kongregacji Rozkrzewiania Wiary kard. Girolamo Marii Gottiego OCD. Współkonsekratorami byli emerytowany biskup Nepi i Sutri abp Giuseppe Maria Costantini oraz biskup Garzón Esteban Rojas Tobar.
W latach 1908–1919 był sekretarzem Konferencji Episkopatu Kolumbii.
5 lutego 1923 papież Pius XI mianował go koadiutorem arcybiskupa bogotańskiego Bernardo Herrera Restrepo oraz arcybiskupem tytularnym traianopolitańskim. 2 stycznia 1928, gdy zmarł abp Herrera Restrepo, abp Perdomo Borrero objął bogotańską katedrę oraz związany z nią tytuł prymasa Kolumbii.
Wybudował nowe seminarium duchowne w Bogocie. Od 1948 był słabego zdrowia. Zmarł 3 czerwca 1950.

### Proces beatyfikacyjny
W 1962 otworzono jego proces beatyfikacyjny. 7 lipca 2017 papież Franciszek zatwierdził dekret o heroiczności cnót abpa Perdomo Borrero. Od tego momentu przysługuję mu tytuł Czcigodnego Sługi Bożego.